# 18 december
18 december är den 352:a dagen på året i den gregorianska kalendern (353:e under skottår). Det återstår 13 dagar av året.

## Återkommande bemärkelsedagar

### Nationaldagar
- Nigers nationaldag
- Qatars nationaldag

## Namnsdagar

### I den svenska almanackan
- Nuvarande – Abraham
- Föregående i bokstavsordning
  - Abdon – Namnet fanns före 1901 på 30 juli, men utgick detta år. 1986 infördes det på dagens datum, men utgick 1993.
  - Abraham – Namnet fanns sedan gammalt på 20 december, men flyttades 1702 till dagens datum, där det har funnits sedan dess.
  - Efraim – Namnet infördes 1986 på 14 augusti, men flyttades 1993 till dagens datum och utgick 2001.
  - Gideon – Namnet förekom under 1600-talet på 10 oktober och under 1700-talet på 1 september, men utgick sedan. 1986 återinfördes det på dagens datum, men flyttades 1993 till 9 maj och utgick 2001.
- Föregående i kronologisk ordning
  - Före 1702 – ?
  - 1702–1900 – Abraham
  - 1901–1985 – Abraham
  - 1986–1992 – Abraham, Abdon och Gideon
  - 1993–2000 – Abraham och Efraim
  - Från 2001 – Abraham
- Källor
  - Brylla, Eva (red.). Namnlängdsboken. Gjøvik: Norstedts ordbok, 2000 ISBN 91-7227-204-X
  - af Klintberg, Bengt. Namnen i almanackan. Gjøvik: Norstedts ordbok, 2001 ISBN 91-7227-292-9

### Finlandssvenska almanackan
- Nuvarande från 1929[1] – Abraham
- I föregående revideringar[a][2]
  - inga ändringar sedan 1929

## Händelser
- 218 f.Kr. – De kombinerade romerska arméerna under Tiberius Sempronius Longus och Publius Cornelius Scipio möter Hannibal på floden Trebias västra strand söder om Placentia och blir grundligt besegrade i slaget vid Trebia.
- 1352 – Sedan Clemens VI har avlidit den 6 december väljs Étienne Aubert till påve och tar namnet Innocentius VI.
- 1787 – New Jersey ratificerar den amerikanska konstitutionen och blir därmed den 3:e delstaten som upptas i den amerikanska unionen.[3]
- 1884 – Första numret av Svenska Dagbladet ges ut.
- 1893 – Jonas Wenströms uppfinning trefassystemet tas i bruk för första gången.
- 1894 – Kvinnor i South Australia blir de första i Australien att få rösträtt och kunna väljas in i parlamentet.
- 1912 – Upptäckten av Piltdownmannen, som sedermera visar sig vara en förfalskning
- 1914 – Gustaf V samlar monarkerna i Norden till trekungamötet i Malmö, varvid en gemensam neutralitetspolitik antas.
- 1956 – Japan tillåts bli en av FN:s medlemsstater.
- 1976 – Dragshowen After Dark har premiär på krogen Dambergs.
- 1990 – FN-konventionen för skydd av migrantarbetares och deras familjers rättigheter antas.
- 1997 – Kim Dae-jung väljs till Sydkoreas president.
- 2009
  - Den ökända Arbeit Macht Frei-skylten stjäls från Auschwitz I.
  - GM beslutar att lägga ner Saab Automobile.

## Födda
- 1661 – Christopher Polhem, svensk uppfinnare och industriman
- 1783 – Johan Niclas Byström, svensk skulptör och bildhuggare
- 1786 – Carl Maria von Weber, tysk tonsättare
- 1788 – Anders Johan Hipping, finländsk präst och historisk skriftställare
- 1812 – Jesse D. Bright, amerikansk demokratisk politiker, senator (Indiana)
- 1825 – John S. Harris, amerikansk republikansk politiker, senator (Louisiana)
- 1828 – Viktor Rydberg, svensk författare, skald, journalist, språkvårdare, religionsfilosof och kulturhistoriker, ledamot av Svenska Akademien
- 1842 – Nathan B. Scott, amerikansk republikansk politiker och affärsman, senator (West Virginia)
- 1845 – Nikola Pašić, serbisk politiker
- 1848 – Roger Allin, engelsk-amerikansk politiker, guvernör i North Dakota
- 1856 – J.J. Thomson, brittisk fysiker, mottagare av Nobelpriset i fysik 1906
- 1857 – William V. Sullivan, amerikansk advokat och politiker, senator (Mississippi)
- 1863 – Franz Ferdinand, kronprins och ärkehertig av Österrike-Ungern
- 1869 – Hilma Borelius, svensk författare
- 1878 – Josef Stalin, georgisk-sovjetisk marskalk och politiker, Generalsekreterare för Sovjetunionens kommunistiska parti
- 1879 – Paul Klee, schweizisk målare och grafiker
- 1882 – Sven Lindström, svensk musikrecensent, sångare och opera- och operettöversättare
- 1884 – Gustaf Andersson i Rasjön, svensk politiker, partiledare för Folkpartiet, kommunikationsminister, landshövding i Kopparbergs län
- 1886
  - Arthur V. Watkins, amerikansk republikansk politiker och jurist, senator (Utah)
  - Ty Cobb, amerikansk basebollspelare
- 1888 – Dame Gladys Cooper, brittisk skådespelare
- 1890 – Edwin Armstrong, amerikansk uppfinnare
- 1897 – Fletcher Henderson, amerikansk pianist, orkesterledare, arrangör och kompositör
- 1901 – Francis J. Myers, amerikansk demokratisk politiker, senator (Pennsylvania)
- 1903 – Helge Mauritz, svensk skådespelare och sångare
- 1904 – George Stevens, amerikansk regissör
- 1905 – Kjell Löwenadler, svensk konstnär
- 1909 – Peter Höglund, svensk skådespelare
- 1910 – Stig Johanson, svensk skådespelare
- 1911 – Jules Dassin, amerikansk regissör och skådespelare
- 1913 – Willy Brandt, västtysk förbundskansler och mottagare av Nobels fredspris 1971
- 1916 – Betty Grable, amerikansk skådespelare
- 1917 – Ossie Davis, amerikansk skådespelare, regissör, producent och pjäsförfattare
- 1920 – Sven Lampell, svensk flygare och militär
- 1923
  - Rut Cronström, svensk skådespelare
  - Palle Granditsky, svensk skådespelare, regissör och teaterchef
- 1927 – Ramsey Clark, amerikansk demokratisk politiker och försvarsadvokat för Saddam Hussein
- 1928 – György Vízvári, ungersk vattenpolospelare
- 1929 – Józef Glemp, kardinal och ärkebiskop i Gniezno och Warszawa, Polen
- 1931 – Gunnel Lindblom, svensk skådespelare och regissör
- 1932 – Tony Williamson, brittisk manusförfattare
- 1936 – Ulla Trenter, svensk deckarförfattare, tidigare gift med Stieg Trenter
- 1937 – Harold Best, brittisk parlamentsledamot för Labour
- 1938 – Ahmad Yassin, ledare för Hamas
- 1939 – Harold E. Varmus, amerikansk medicinsk forskare, mottagare av Nobelpriset i fysiologi eller medicin 1989
- 1943 – Keith Richards, brittisk gitarrist (The Rolling Stones)
- 1946
  - Steve Biko, sydafrikansk anti-apartheidaktivist
  - Karol Kot, polsk seriemördare.
  - Thomas Ryberger, svensk regissör och manusförfattare
  - Steven Spielberg, amerikansk filmregissör
- 1947 – Bill Posey, amerikansk republikansk politiker, kongressledamot 2009
- 1948 – Ed Kemper, amerikansk seriemördare
- 1950 – Leonard Maltin, amerikansk filmkritiker
- 1952 – Donald Högberg, svensk skådespelare
- 1954 – Ray Liotta, amerikansk skådespelare
- 1963
  - Pierre Nkurunziza, burundisk politiker, president
  - Brad Pitt, amerikansk skådespelare
- 1964
  - Lotta Bromé, svensk programledare
  - Steve Austin, amerikansk fribrottare och skådespelare
- 1965 – Shawn Christian, amerikansk skådespelare
- 1972 – Jessika Roswall, svensk advokat och riksdagsledamot
- 1975 – Sia Furler, australiensk popsångare och låtskrivare
- 1978 – Katie Holmes, amerikansk skådespelare
- 1979 – Mamady Sidibe, malisk fotbollsspelare
- 1980 – Christina Aguilera, amerikansk sångare
- 1983 – Alessandro Pier Guidi, italiensk racerförare
- 1987 – Miki Ando, japansk konståkare
- 1989 – Ashley Benson, amerikansk skådespelare och modell
- 1990 – Victor Hedman, svensk ishockeyspelare
- 1991 – Alex Obert, amerikansk vattenpolospelare
- 1992 – Bridgit Mendler, amerikansk skådespelare, sångare, musiker och låtskrivare
- 2001 – Billie Eilish, amerikansk sångerska och låtskrivare

## Avlidna
- 821 – Theodulf, biskop av Orléans
- 1133 – Hildebert, ärkebiskop av Tours
- 1290 – Magnus Ladulås, kung av Sverige
- 1680 – William Howard, 1:e viscount Stafford, brittiskt politiskt offer, avrättad
- 1737 – Antonio Stradivari, italiensk violinmakare
- 1803 – Johann Gottfried Herder, 59, tysk filosof, författare, historiker och pedagog
- 1808 – Peter Hernqvist, 82, lärjunge till Carl von Linné, startade veterinärutbildning i Sverige
- 1846 – Emilie Högqvist, 34, svensk skådespelare
- 1859 – Wilhelm Gabriel Lagus, 73, finländsk professor i allmän lagerfarenhet
- 1918 – Axel Rappe, 80, krigsminister, chef för Generalstaben
- 1954 – Vilhelm Buhl, 73, dansk statsminister
- 1955 – Albert Ståhl, 78, svensk skådespelare
- 1971
  - Bobby Jones, 69, amerikansk golfspelare
  - Diana Lynn, 45, amerikansk skådespelare
- 1977 – Gustaf Nilsson, 77, svensk politiker (s), talman, landshövding
- 1979 – Henny Lindorff Buckhøj, 77, dansk skådespelare
- 1980
  - Aleksej Kosygin, 76, sovjetisk regeringschef
  - Gabrielle Robinne, 94, fransk skådespelare
- 1981 – Edit Ernholm, 82, svensk skådespelare
- 1993
  - Joseph H. Ball, 88, amerikansk republikansk politiker, senator (Minnesota)
  - Sam Wanamaker, 74, amerikansk skådespelare och regissör
- 1995 – Konrad Zuse, 85, tysk ingenjör och datorpionjär
- 1998 – Robert Bresson, 98, fransk filmregissör
- 1999 – Sture Djerf, 79, svensk skådespelare, regissör och manusförfattare
- 2001 – Gilbert Bécaud, 74, fransk sångare (chanson)
- 2006
  - Joseph Barbera, 95, amerikansk skämttecknare och företagsledare. Skapare av bland annat Tom och Jerry
  - Valfrid Paulsson, 81, svensk tidigare generaldirektör för Naturvårdsverket
- 2008
  - Majel Barrett, 76, amerikansk skådespelare
  - Mark Felt, 95, amerikansk FBI-agent, Watergatekällan Deep Throat
- 2010 – Rune ”Gnesta-Kalle” Gnestadius, 83, svensk radio-, TV-producent, programledare, musiker (dragspel) och kapellmästare
- 2011 – Václav Havel, 75, tjeckisk dramatiker och politiker, Tjeckoslovakiens president, Tjeckiens president
- 2012 – Mustafa Ould Salek, mauretanisk militär och politiker, statschef
- 2013 – Ronnie Biggs, 84, brittisk brottsling, känd för stora tågrånet
- 2014
  - Virna Lisi, 78, italiensk skådespelare
  - Ingvar Kjellson, 91, svensk skådespelare
- 2017 – Kim Jong-hyun, 27, sydkoreansk musiker, medlem i pojkbandet Shinee
- 2019 – Claudine Auger, 78, fransk skådespelare
- 2022 – Terry Hall, 63, brittisk sångare och låtskrivare i The Specials
- 2023 – Bosse Larsson, 79, svensk fotbollsspelare, kopia av Svenska Dagbladets guldmedalj 1979

### Fotnoter
1. ↑  ”Universitetets namnsdagsalmanacka - Universitetets almanacksbyrå”. almanakka.helsinki.fi. Helsingfors universitet. https://almanakka.helsinki.fi/sv/kalender-2025/. Läst 22 februari 2025.
2. ↑  ”Namnsdagsrevideringar - Universitetets almanacksbyrå”. almanakka.helsinki.fi. Helsingfors universitet. https://almanakka.helsinki.fi/sv/namnsdagar/namnsdagsrevideringar.html. Läst 3 oktober 2020.
3. ↑  ”New Jersey” (på engelska). World Statesmen. http://www.worldstatesmen.org/US_states_N.html#NJ. Läst 9 november 2012.